# Turtur tympanistria
La tortora tamburina (Turtur tympanistria Temminck, 1809) è un uccello della famiglia dei Columbidi.

## Descrizione
La tortora tamburina è lunga 23 cm e pesa 51-85 g. La colorazione generale è oliva grigiastro con macchie verde iridescente sulle ali mentre le zone inferiori, il petto e la parte anteriore del collo e del capo sono bianco candido nel maschio e grigio chiaro nella femmina. Le remiganti e le timoniere sono castane. L'iride è marrone, le zampe rosso scuro e il becco è nero.

## Biologia
Ricerca il cibo sul terreno, specialmente semi di ricino, gelso, bacche, termiti e altri piccoli invertebrati. Il volo è rapido e silenzioso destreggiandosi tra gli alberi con agilità. La nidificazione in Sudafrica avviene tutto l'anno ad eccezione dei tre mesi più freddi. Il nido viene costruito a 1-10 metri ed ha un diametro di 8 centimetri. Depone due uova bianche o nocciola chiaro, covate per lo più dalla femmina. L'incubazione è di 17-20 giorni e i piccoli sono svezzati a 13-22 giorni di età. Compie spostamenti stagionali in base alla disponibilità di cibo.

## Distribuzione e habitat
Diffusa in Africa dalla Sierra Leone e parte sud dell'Etiopia fino a sud nelle isole Comore. A nord del suo areale frequenta zone aride mentre altrove preferisce le fitte foreste a galleria spingendosi in Etiopia fino a 3200 metri.